# Tayrac (Lot-et-Garonne)
Tayrac (okzitanisch: Tairac) ist eine Gemeinde mit 380 Einwohnern (Stand: 1. Januar 2022) in Frankreich im Département Lot-et-Garonne in der Region Nouvelle-Aquitaine (vor 2016: Aquitanien). Tayrac gehört zum Arrondissement Agen und zum Kanton Le Pays de Serres. Die Einwohner werden Tayracais genannt.

## Geografie
Tayrac liegt etwa 18 Kilometer östlich von Agen. Umgeben wird Tayrac von den Nachbargemeinden Saint-Martin-de-Beauville im Norden und Nordwesten, Dondas im Norden, Saint-Maurin im Osten, Perville im Südosten sowie Puymirol im Süden und Westen.

## Bevölkerungsentwicklung
| 1962                       | 1968 | 1975 | 1982 | 1990 | 1999 | 2006 | 2018 |
| -------------------------- | ---- | ---- | ---- | ---- | ---- | ---- | ---- |
| 279                        | 257  | 209  | 231  | 345  | 320  | 314  | 392  |
| Quellen: Cassini und INSEE |      |      |      |      |      |      |      |

## Sehenswürdigkeiten

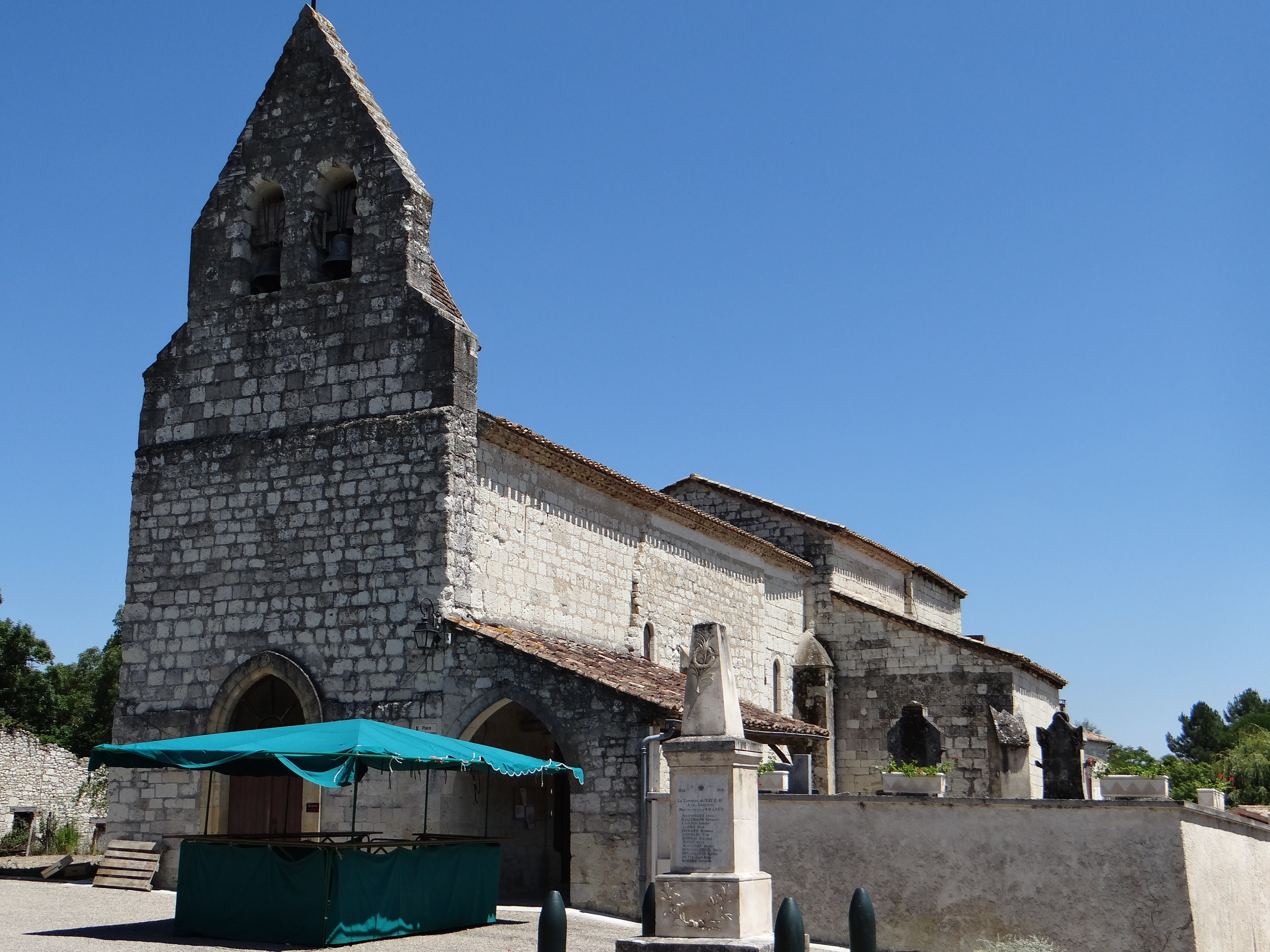
Kirche Saint-Amans

- Kirche Saint-Amans